# 张国俊
张国俊（1964年—），汉族，中华人民共和国政治人物。
担任普华永道中天会计师事务所有限公司审计合伙人、青岛分所主管合伙人。2008年，当选第十一届全国政协委员，代表无党派人士，分入第十四组。2018年1月，当选第十三届全国政协委员。